# Murray Greenfield
Murray S. Greenfield (geboren am 11. September 1926 in New York City, Vereinigte Staaten; gestorben 23. September 2024) war ein israelischer Geschäftsmann, Verleger und Schriftsteller.

## Jugend und Alija Bet
Murray S. Greenfield wuchs in Far Rockaway im New Yorker Stadtteil Queens mt vier Brüdern in einer aus Polen eingewanderten jüdischen Familie der Mittelschicht auf. Zuhause wurde Englisch und Jiddisch gesprochen, und Murray besuchte in Far Rockaway die High School. Während des Zweiten Weltkriegs diente er drei Jahre lang in der United States Merchant Marine. Als Greenfield Ende 1946 von der Alija Bet erfuhr, der aus britischer Sicht illegalen jüdischen Einwanderung in das Gebiet des Völkerbundsmandats für Palästina, gehörte er zu den etwa 250 US-amerikanischen Freiwilligen, die mit zehn Schiffen nach Europa fuhren um insgesamt 35.000 jüdische Flüchtlinge nach Palästina zu schaffen. Am 17. Mai 1947 wurde sein Schiff, die Hatikva, mit 1.414 Überlebenden des Holocaust aus Italien und Südfrankreich von den britischen Zerstörern HMS Venus und HMS Brissenden gerammt und aufgebracht. Die Flüchtlinge und die Besatzung, die sich unter die Flüchtlinge gemischt hatte, wurden mit dem Schiff in den Hafen von Haifa geschleppt und von dort in ein britisches Internierungslager auf Zypern gebracht. Nach drei Monaten wurde Greenfield aus der Lagerhaft entlassen und ließ sich zunächst in Haifa nieder.

## Unternehmer in Israel
Im gerade unabhängig gewordenen Israel arbeitete Greenfield als Investmentberater für die Niederlassung der Palestinian Economic Corporation (der heutigen Israel Economic Corporation) und gewann ausländische Investoren. Das war geboten, denn in der Frühzeit des Staates war Israel im Bewusstsein potentieller Investoren nur der Empfänger von Spenden für arme Immigranten.
Mit seiner späteren Ehefrau Hana Lustigová zog Greenfield von Haifa nach Tel Aviv. Dort war er 1951 eines der Gründungsmitglieder und später Geschäftsführer der Association of Americans and Canadians in Israel (AACI). Unter seiner Leitung wurden Anleihenfonds, eine Immobiliengesellschaft und eine Reihe von Wohnungsbauprojekten in Jerusalem und Tel Aviv und mehrere Kibbutzim gestartet. Als Vertreter der AACI reiste Greenfield wiederholt in die Vereinigten Staaten, um amerikanische Juden zur Auswanderung nach Israel zu motivieren und um Werbung für Investitionen in Israel und für den Import israelischer Produkte zu machen.
Gemeinsam mit seiner Ehefrau Hana gründete Greenfield einen Duty-Free-Shop mit Niederlassungen in New York, London, Haifa, Jerusalem, Tel Aviv, Netanja und Beʾer Scheva.
Das Ehepaar Greenfield betrieb von Mitte der 50er Jahre bis 1973 in Tel Aviv eine Kunstgalerie. Sie bemühten sich darum, Werke zeitgenössischer israelischer Künstler in die Vereinigten Staaten zu exportieren. 1981 gründete das Ehepaar Greenfield in Jerusalem das Gefen Publishing House, einen Verlag, der englischsprachige Bücher herausgibt. Die Leitung des Verlags übernahmen später die Söhne Dror und Ilan, seit Drors Tod im Jahr 2003 ist Ilan Greenfield der alleinige Geschäftsführer.

## Ehrenamtliche Tätigkeiten
Murray Greenfield war in den 80ern sieben Jahre lang ehrenamtlicher Geschäftsführer der American Association for Ethiopian Jews (AAEJ). Diese Organisation bemühte sich bereits vor der Operation Moses und den nachfolgenden Evakuierungen um die Unterstützung äthiopischer Juden bei der Auswanderung nach Israel.
Murray und Hana Greenfield waren Mitbegründer eines Projekts, des Czech Torah Networks, mit dem die Geschichte der 1.564 geretteten Torarollen im Holocaust untergegangener jüdischer Gemeinden Tschechiens in der Bildung und Information über den Holocaust genutzt werden sollen. Die deutschen Besatzer konnten mit den Torarollen, die in ihren Augen keinen Wert hatten, nichts anfangen. Sie sammelten sie in Prag in einem Lagerraum des Jüdischen Zentralmuseums der SS, dem späteren Jüdischen Museum in Prag, wo sie den Zweiten Weltkrieg überdauerten. 1964 gelangten sie für einen Kaufpreis von 30.000 US-Dollar nach London und wurden seither nach und nach an jüdische Gemeinden in mehr als 20 Staaten zur erneuten rituellen Nutzung und zur Erinnerung an die vernichteten Gemeinden, aus denen sie stammten, übergeben.

## Schriftsteller
Greenfields erste Buchveröffentlichung erschien 1973 unter dem Titel How to be an Oleh, or Things the Jewish Agency Never Told You. Später war er Gründer und Herausgeber von FrontPage, der ersten englischsprachigen Zeitschrift in Israel, und der russischsprachigen Zeitschrift Rossvet, die sich an russische Immigranten richtete. 1987 veröffentlichte Greenfield nach mehr als zehnjährigen Recherchen unter dem Titel The Jews' Secret Fleet. The Untold Story of North American Volunteers Who Smashed the British Blockade of Palestine ein Buch über die Hilfe US-amerikanischer Seeleute, überwiegend ehemaliger Marinesoldaten, bei der Alija Bet. Das Buch war die Grundlage für den 2008 gedrehten Dokumentarfilm Waves of Freedom. 2010 erschien eine überarbeitete Auflage des Buchs.

## Familie
Murray Greenfield heiratete im September 1954 in Israel Hana Lustigová, eine Überlebende des Holocaust, die in den KZ Theresienstadt, Auschwitz und Bergen-Belsen inhaftiert war und die ihre Mutter und weitere Angehörige im KZ verloren hatte. Murray und Hana Greenfield hatten drei Kinder, Meira, Dror (2003 verstorben) und Ilan, und zehn Enkel, die alle in Israel leben. Hana Greenfield starb im Januar 2014.
In den letzten Jahren trat Murray Greenfield wiederholt öffentlich als Zeitzeuge der Alija Bet und der Gründung des Staates Israel in Erscheinung. Er war überzeugter Zionist und wendete sich mit Nachdruck gegen die Kampagne Boycott, Divestment and Sanctions (BDS). Dabei setzte er ihr ein eigenes Akronym entgegen: BIG für Buy Israeli Goods.

## Veröffentlichungen (Auswahl)

### Bücher
- Murray S. Greenfield: How to be an oleh, or, Things the Jewish Agency never told you. Israel Press, Tel Aviv 1973, OCLC 234129906;
- Murray S. Greenfield und Joseph M. Hochstein: The Jews’ Secret Fleet. The Untold Story of North American Volunteers Who Smashed the British Blockade of Palestine. Revised Edition. Gefen Publishing House, Jerusalem 2010, ISBN 978-965-229-517-0.

### Dokumentarfilm
2008 erschien der auf Greenfields Buch The Jews’ Secret Fleet basierende Dokumentarfilm Waves of Freedom, Regie führte Alan Rosenthal.